# Biologische Heilmittel Heel

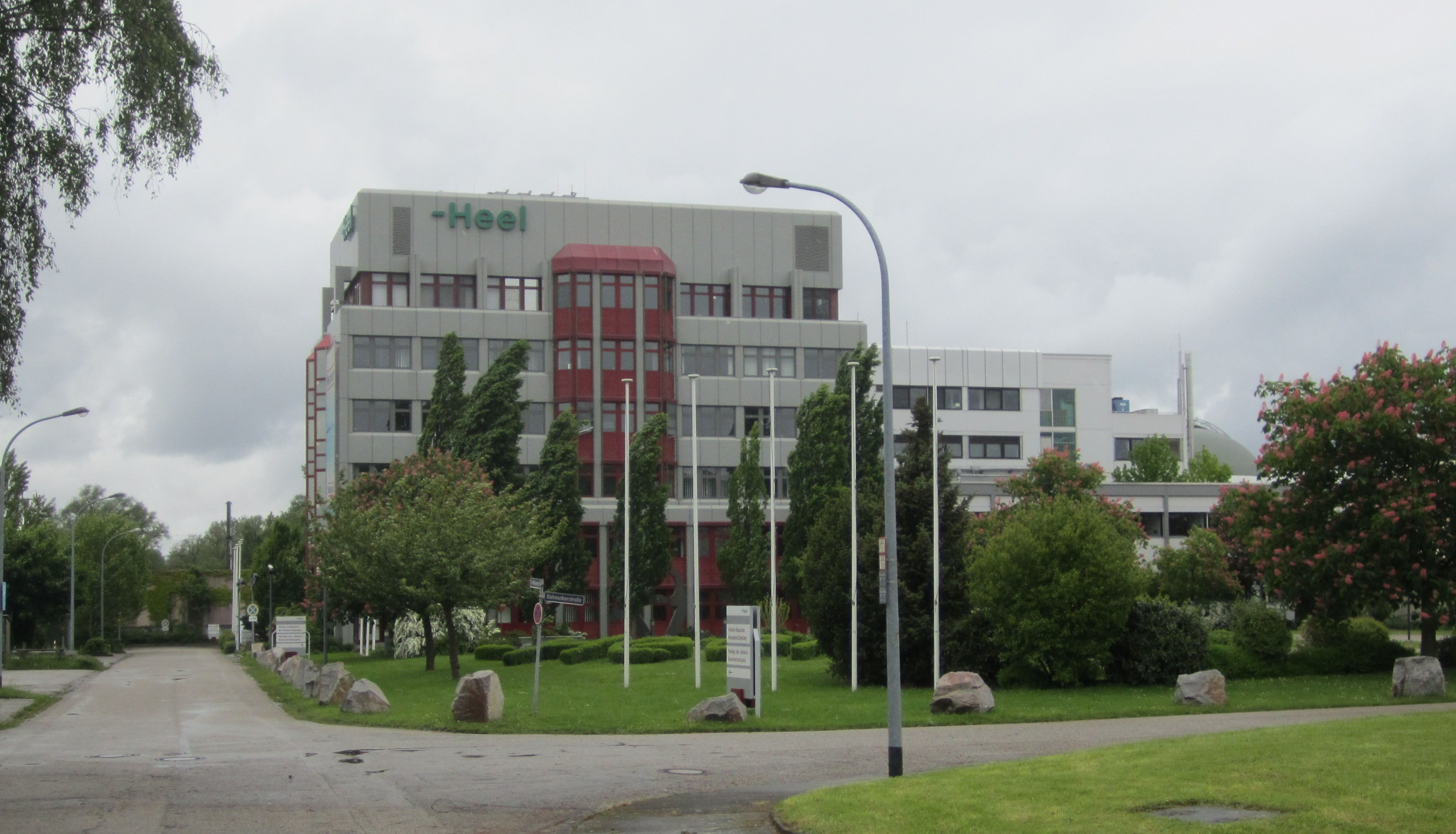
Bürogebäude in Baden-Baden

Die Biologische Heilmittel Heel GmbH ist einer der weltweit größten Hersteller von Homöopathika mit Sitz in Baden-Baden und ist eine Tochtergesellschaft der Delton AG, Bad Homburg.

## Unternehmen
Das Unternehmen wurde 1936 in Berlin von Hans-Heinrich Reckeweg (1905–1985) gegründet. „Heel“ setzt sich aus den Anfangsbuchstaben des lateinischen Satzes: „Herba est ex luce“ („die Heilpflanze bezieht ihre Kraft aus dem Sonnenlicht“) zusammen. Das Unternehmen hatte einen Sitz in Triberg im Schwarzwald und vertrieb das bei Schwindelanfällen eingesetzte Präparat Vertigo-Heel. Neben Deutschland verfügt Heel über weitere Standorte in Belgien, Brasilien, Chile, Kanada, Kolumbien, Niederlande, Polen, Spanien, Südafrika und den USA. Die Zahl der Mitarbeiter beträgt weltweit 1300, davon rund 800 in Deutschland. Über die Delton AG ist Stefan Quandt zu 100 % Eigentümer des Unternehmens.
Der Fokus von Heel liegt auf homöopathischen Kombinationspräparaten. Die Präparate von Heel unterstützen die Homotoxikologie. Das homotoxikologische System liefert wie auch die Homöopathie ein wissenschaftlich nicht anerkanntes alternativmedizinisches Modell der Entstehung von Erkrankungen.

## Kritik
Das Unternehmen finanzierte die Stiftungsprofessur von Harald Walach als Leiter des wissenschaftlich umstrittenen, mittlerweile geschlossenen Institutes für transkulturelle Gesundheitswissenschaften an der Europa-Universität Viadrina in Frankfurt/Oder.
Heel finanzierte ferner Claus Fritzsche, der sich selbst als Journalist bezeichnete und mehrere Websites betrieb, auf denen er sich der Diffamierung von Kritikern komplementärmedizinischer Praktiken widmete. Dabei verwendete Fritzsche verschiedene Server, die sich gegenseitig verlinkten, um die Suchergebnisse u. a. von Google zu manipulieren und so seine Diffamierungen in den Vordergrund zu rücken. Claus Fritzsche wurden journalistisch unlautere Praktiken, Schmähungen und Drohungen vorgeworfen. Ein Opfer dieser Praxis war z. B. der britische Forscher Edzard Ernst. Nach einem Bericht der Süddeutschen Zeitung im Jahr 2012 gingen Geldgeber auf Distanz zu Fritzsche. Er beging im Januar 2014 Suizid.
Für eine pharmakologische Wirksamkeit homöopathischer Arzneien existiert kein wissenschaftlicher Nachweis. Homöopathie ist eine pseudowissenschaftliche Behandlungsmethode. Es lässt sich keine therapeutische Wirkung nachweisen, die über Placebo-Effekte hinausgeht. Von der wissenschaftlichen Medizin wird die Homöopathie als pharmakologisch wirkungslose, in einigen Fällen riskante Behandlung abgelehnt.